# Абрамово (археологический объект)
Абра́мово — городище и курганные могильники, обнаруженные около деревни Абрамово Верхнедвинского района Витебской области. Городище и могильники входят в список историко-культурных ценностей Республики Беларусь.

## Городище
Городище находится в 2,3 км на юго-запад (по другим данным, на юго-восток) от деревни на возвышении в лесу, в урочище Городец. В 1966 году К. П. Шутом были исследованы 150 м² (по другим данным, 120 м²) в южной части площадки, а также учёный провёл прорезку валов (был обнаружен их однородный состав из жёлтого песка). В 1979 году городище исследовал В. И. Шадыро.
Представляет собой площадку округлой, овальной формы диаметром 37—38 м и высотой 5—6 м. Глубина культурного пласта составляет 0,8—1,2 м. Оборонительную систему составляли три кольцевых вала высотой до 2,5 м и рвами глубиной до 2,5 м (или до 3 м). Вход находился на севере, для чего рвы были разомкнуты. Помимо обгорелых брёвен оборонительных сооружений, археологами обнаружены остатки наземных строений столбовой конструкции. В число находок также вошли фрагменты домниц, каменные зернотёрки, железные наконечники стрел, шила, несколько костяных вещей. Посуда была представлена в основном лепной банковидной формы, также были найдены фрагменты посуды с сетковидным орнаментом. Также найдена посуда со штриховкой. Соотношение останков домашних животных к диким составило 66,6 %. Всего было найдено 46 костей 6 особей, из которых половину составили кони, а другую часть крупный рогатый скот. Из диких животных половина костей принадлежала лосю, вторая дикому кабану. Городище принадлежало днепро-двинской культуре, в связи с чем археологи датируют его I—IV веками (по другой версии, V веком до н. э. — IV веком н. э.).

## Курганные могильники

### Курганный могильник-1
Данный курганный могильник расположен в 0,5 км на север от городища. Могильник состоит из 32 насыпей диаметром 5—7 м высотой около 1 м. Объект был обнаружен в 1966 году К. П. Шутом. В 1974—1975 годах З. М. Сергеева исследовала 4 кургана. В качестве погребального обряда было использовано трупосожжение на горизонте. При исследовании были найдены фрагменты гончарной посуды IX—X веков. Могильник принадлежал кривичам.

### Курганный могильник-2
Данный курганный могильник расположен в 0,6 на запад от деревни, рядом с шоссе Полоцк — Освея. Могильник состоит из более чем 40 насыпей диаметром 3—4 м высотой 0,5—1 м. Объект был обнаружен в 1966 году К. П. Шутом. В 1974—1975 годах З. М. Сергеева исследовала 9 курганов. В качестве погребального обряда было использовано трупоположение в подкурганных ямах головой на запад. Наряду с одиночными встречаются и парные захоронения. При исследовании были найдены гончарная посуда (как с линейным орнаментом, так и неорнаментированная), браслетовидные височные кольца с завязанными концами, витые и широкосерединные перстни, посеребрённые и позолочённые бусины, бронзовые спиральные пронизи. Принадлежавший кривичам могильник датируется XI—XII веками.
Материалы раскопок памятников в 1985 году хранились в Институте истории БССР и Институте археологии СССР.

## Комментарии
1. ↑  По другим данным, размер площадки составляет 40×35 м. См.: Шадыра В. І. Абрамава // Энцыклапедыя гісторыі Беларусі / рэдкал.: М. В. Біч (галоўны рэд.) і інш. — Минск: БелЭн, 1993. — Т. 1. А— Беліца. — С. 18. — 494 с. — ISBN 5-85700-074-2.
2. ↑  По другим данным, подковообразные валы имели высоту 2,3 м, и их было два. Рвы имели глубину до 2, 4 м. См.: Ісаенка У. Ф. Абрамава. Гарадзішча, курганныя могільнікі // Збор помнікаў гісторыі і культуры Беларусі. Віцебская вобласць. — Минск: БелСЭ, 1985. — С. 161. — 496 с. — 8000 экз.
3. ↑  Иногда данный могильник рассматривается как курганный могильник-2. См.: Ісаенка У. Ф. Абрамава. Гарадзішча, курганныя могільнікі // Збор помнікаў гісторыі і культуры Беларусі. Віцебская вобласць. — Минск: БелСЭ, 1985. — С. 161. — 496 с. — 8000 экз.
4. ↑  Иногда данный могильник рассматривается как курганный могильник-1. См.: Ісаенка У. Ф. Абрамава. Гарадзішча, курганныя могільнікі // Збор помнікаў гісторыі і культуры Беларусі. Віцебская вобласць. — Минск: БелСЭ, 1985. — С. 161. — 496 с. — 8000 экз.

## Рекомендуемая литература

### На русском языке
- Сергеева З. М. Раскопки курганов на северо-западе Витебской области // Археологические открытия 1974 г. / Отв. ред. Б. А. Рыбаков. — М.: Наука, 1975. — 579 с.
- Сергеева З. М., Савицкий М. Г. Работы на Освейщине // Археологические открытия 1974 г. / Отв. ред. Б. А. Рыбаков. — М.: Наука, 1975. — 579 с.
- Шадыро В. И. Ранний железный век северной Белоруссии / Под ред. А. Г. Митрофанова. — Минск: Наука и техника, 1985. — 123 с.
- Шут К. П. Городища эпохи раннего железа на северо-западе Белоруссии // Доклады к XI конференции молодых учёных Белорусской ССР (ноябрь 1967 г.) / Редкол.: Н. Е. Завалеев и др.. — Минск, 1967. — С. 406—424. — 444 с.

### На белорусском языке
- Шадыра В. І. Беларускае Падзвінне: І тысячагоддзе н. э. / Навук. рэд. Г. В. Штыхаў. — Минск: Інстытут гісторыі НАН Беларусі, 2006. — 148 с.